# Gomphichis valida
Gomphichis valida är en orkidéart som beskrevs av Heinrich Gustav Reichenbach. Gomphichis valida ingår i släktet Gomphichis och familjen orkidéer. Inga underarter finns listade i Catalogue of Life.